# Zračna luka Bodžnurd
Zračna luka Bodžnurd (IATA kod: BJB, ICAO kod: OIMN) smještena je pokraj grada Bodžnurda u sjeveroistočnom dijelu Irana odnosno pokrajini Sjeverni Horasan. Nalazi se na nadmorskoj visini od 1066 m. Zračna luka ima jednu asfaltiranu uzletno-sletnu stazu dužine 3225 m, a koristi se za tuzemne letove. Vodeći zračni prijevoznik koji nudi redovne letove za Teheran-Mehrabad u ovoj zračnoj luci je Iran Aseman Airlines.

## Vanjske poveznice
- (engl.) [neaktivna poveznica]
- (engl.) DAFIF, Great Circle Mapper: BJB